# 平成23年台風第12号
平成23年台風第12号（へいせい23ねんたいふうだい12ごう、アジア名：タラス〔Talas、命名国：フィリピン、意味：鋭さ〕）は、2011年8月25日午前9時（日本時間、以下同様）に発生した大型の台風である。

この台風に起因する豪雨により、特に紀伊半島（和歌山県・奈良県・三重県）において被害が甚大であったため、豪雨による被害については「紀伊半島豪雨」、「紀伊半島大水害」とも呼ばれる。

## 概要

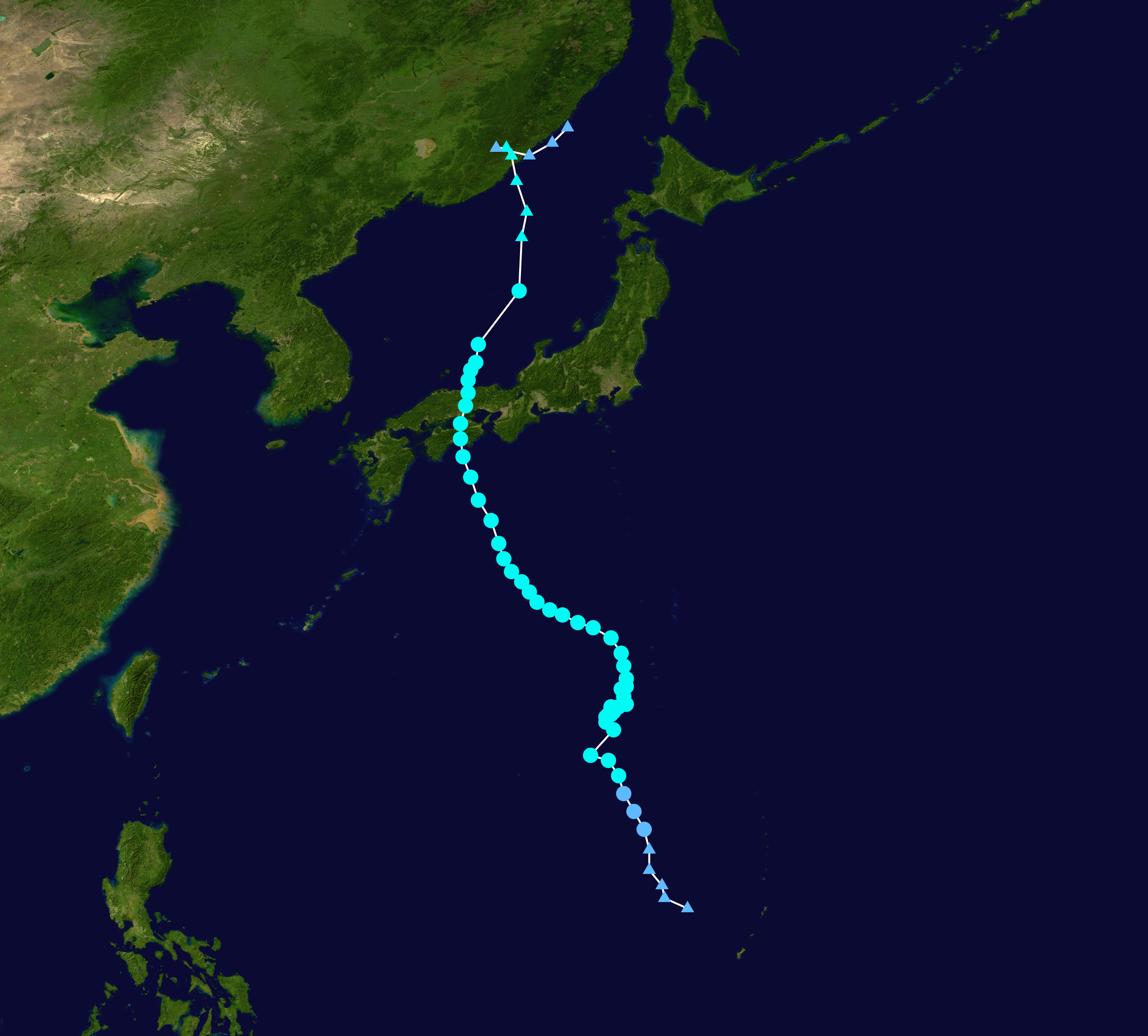
進路図

2011年（平成23年）8月25日にマリアナ諸島付近で発生。発生後徐々に発達しながら北上したが、亜熱帯高圧帯の気圧の尾根と太平洋高気圧によって進路を失い、小笠原諸島近海で停滞。一度西進した後、勢力を保ちながら再びゆっくりと北上し、四国地方へ上陸。その後も速度を速めることなくほぼ真北へと進路を取り、岡山県・鳥取県を縦断し日本海へと抜けたのち温帯低気圧となった。温帯低気圧になった後、日本海上でも偏西風による方向転換はなく北海道の西岸沖に向かっていき、北海道南東の海上から近づく台風13号も影響して伊達市で1日の降水量240.5ミリを記録するなど、東北・北海道に大雨を降らせた。
なお、当初の予報では、小笠原諸島からそのまま北上し、関東地方や東北地方の太平洋側を通過するものとみられていた。台風が大型で動きが遅かったため長時間にわたり周辺の非常に湿った空気が流れ込み、西日本から北日本にかけての広い範囲で大雨となった。特に台風の中心から東側に位置した紀伊半島では総降水量が広い範囲で1,000mmを超え、奈良県上北山村にあるアメダスでは72時間雨量が1976年からの統計開始以来、国内の観測記録を大幅に上回る1,652.5mm、総降水量は1,808.5mmに達し、一部の地域では解析雨量が2,000mmを超えるなど記録的な大雨となり各地で甚大な被害をもたらした。

## 進路の経過
- 8月25日午前9時 - マリアナ諸島付近で発生。
- 8月27日 - 8月30日 - 小笠原諸島近海に停滞。
- 8月29日 - 大型の台風となる。
- 9月3日午前10時前 - 高知県東部に上陸[9]。
- 9月3日午後6時頃 - 岡山県南部に再上陸[10][注 1]。
- 9月4日午前3時 - 鳥取県琴浦町から日本海に抜ける[11]。
- 9月5日午後3時 - 温帯低気圧に変わる[12]。
- 9月7日午後9時頃 - 台風13号から変わった温帯低気圧に吸収される。
- 9月11日午前9時頃 - 上記の温帯低気圧が他の温帯低気圧に吸収され、消滅。

## 気象状況

### 大雨

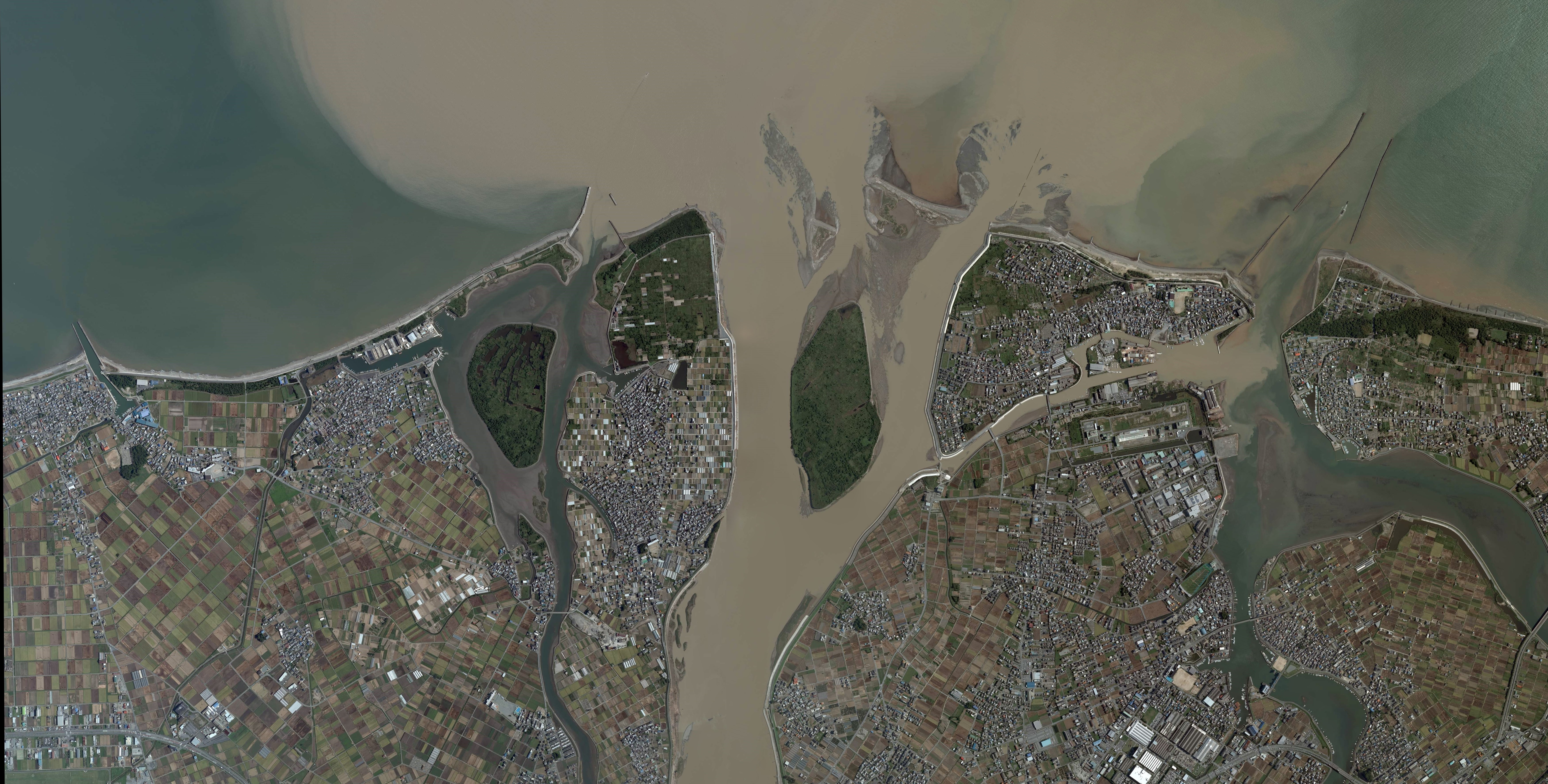
平成23年台風第12号による宮川 (三重県)河口部の変色域航空写真。2011年9月7日撮影の6枚を合成作成。
。

8月30日17時から9月5日24 時までの総降水量は、紀伊半島を中心に広い範囲で 1000ミリを超え、奈良県上北山村上北山での総降水量が 1814.5 ミリとなるなど、多いところでは年降水量平年値の6割になった。
1時間雨量
和歌山県新宮市（新宮）：132.5ミリ（9/4日3時57分まで）
三重県熊野市（熊野新鹿）：101.5ミリ（9/4日5時2分まで）
新宮、熊野新鹿での統計開始以来の極値を更新した。
和歌山県新宮市南部付近：120ミリ以上（9/4日3時まで、解析雨量）
和歌山県那智勝浦町付近：120ミリ以上（9/4日3時まで、解析雨量）
和歌山県太地町付近：120ミリ以上（9/4日3時30分まで、解析雨量）
24時間雨量
三重県多気郡大台町（宮川）：872.5ミリ（9/4日10時10分まで）
三重県南牟婁郡御浜町（御浜）：801.0ミリ（9/4日10時30分まで）
徳島県勝浦郡上勝町（福原旭）：771.0ミリ（9/3日10時10分まで）
宮川、御浜、福原旭での統計開始以来の極値を更新した。
72時間雨量
奈良県吉野郡上北山村（上北山）：1652.5ミリ（9/4日8時40分まで）
三重県多気郡大台町（宮川）：1519.0ミリ（9/4日17時20分まで）
和歌山県東牟婁郡那智勝浦町（色川）：1090.5ミリ（9/4日21時50分まで）
上北山、宮川、色川での統計開始以来の極値を更新した。
期間降水量（8月30日-9月5日）
奈良県上北山村（上北山）：1814.5ミリ
三重県大台町（宮川）：1630.0ミリ
奈良県十津川村（風屋）：1358.5ミリ
和歌山県那智勝浦町（色川）：1186.0ミリ
和歌山県古座川町（西川）：1152.5ミリ
奈良県上北山村大台ケ原（国土交通省観測点）：2436ミリ

### 暴風
最大瞬間風速
高知県室戸市室戸岬：35.7m/s（9/2日13時41分）
和歌山県日高郡日高川町川辺：34.4m/s（9/3日11時56分）
最大風速
徳島県海部郡美波町日和佐：24.3m/s（9/2日22時37分）
徳島県阿南市蒲生田：23.9m/s（9/2日22時02分）
日和佐、蒲生田での統計開始以来の極値を更新した。

## 被害
| 都道府県 | 死者・行方不明者数 | 死者・行方不明者数 | 負傷者数 | 負傷者数 |
|          | 死亡               | 行方不明           | 重傷     | 軽傷     |
| -------- | ------------------ | ------------------ | -------- | -------- |
| 秋田県   |                    |                    | 1        |          |
| 埼玉県   | 1                  |                    |          | 4        |
| 山梨県   |                    |                    |          | 1        |
| 岐阜県   |                    |                    |          | 3        |
| 静岡県   |                    |                    |          | 1        |
| 愛知県   |                    |                    | 2        | 23       |
| 三重県   | 2                  | 1                  | 7        | 10       |
| 滋賀県   |                    |                    | 6        | 2        |
| 京都府   |                    |                    |          | 7        |
| 大阪府   |                    |                    |          | 1        |
| 兵庫県   | 1                  |                    | 2        | 16       |
| 奈良県   | 15                 | 9                  | 5        | 1        |
| 和歌山県 | 56                 | 5                  | 5        | 1        |
| 岡山県   |                    |                    | 1        | 4        |
| 広島県   | 1                  |                    | 1        |          |
| 山口県   |                    |                    |          | 1        |
| 徳島県   | 3                  |                    |          | 1        |
| 香川県   | 3                  |                    | 1        | 2        |
| 愛媛県   | 1                  |                    |          | 1        |
| 大分県   |                    |                    |          | 1        |
| 合計     | 83                 | 15                 | 31       | 82       |

全国で98人の死者・行方不明者が出た。これは平成の台風被害としては平成16年台風第23号と並び最悪のものである。他に、負傷者113人、住宅の全壊380棟、半壊3,159棟、一部破損466棟、床上浸水5,499棟、床下浸水16,592棟の被害が出た。和歌山県では災害関連死として6人が認められている。

### 土砂災害

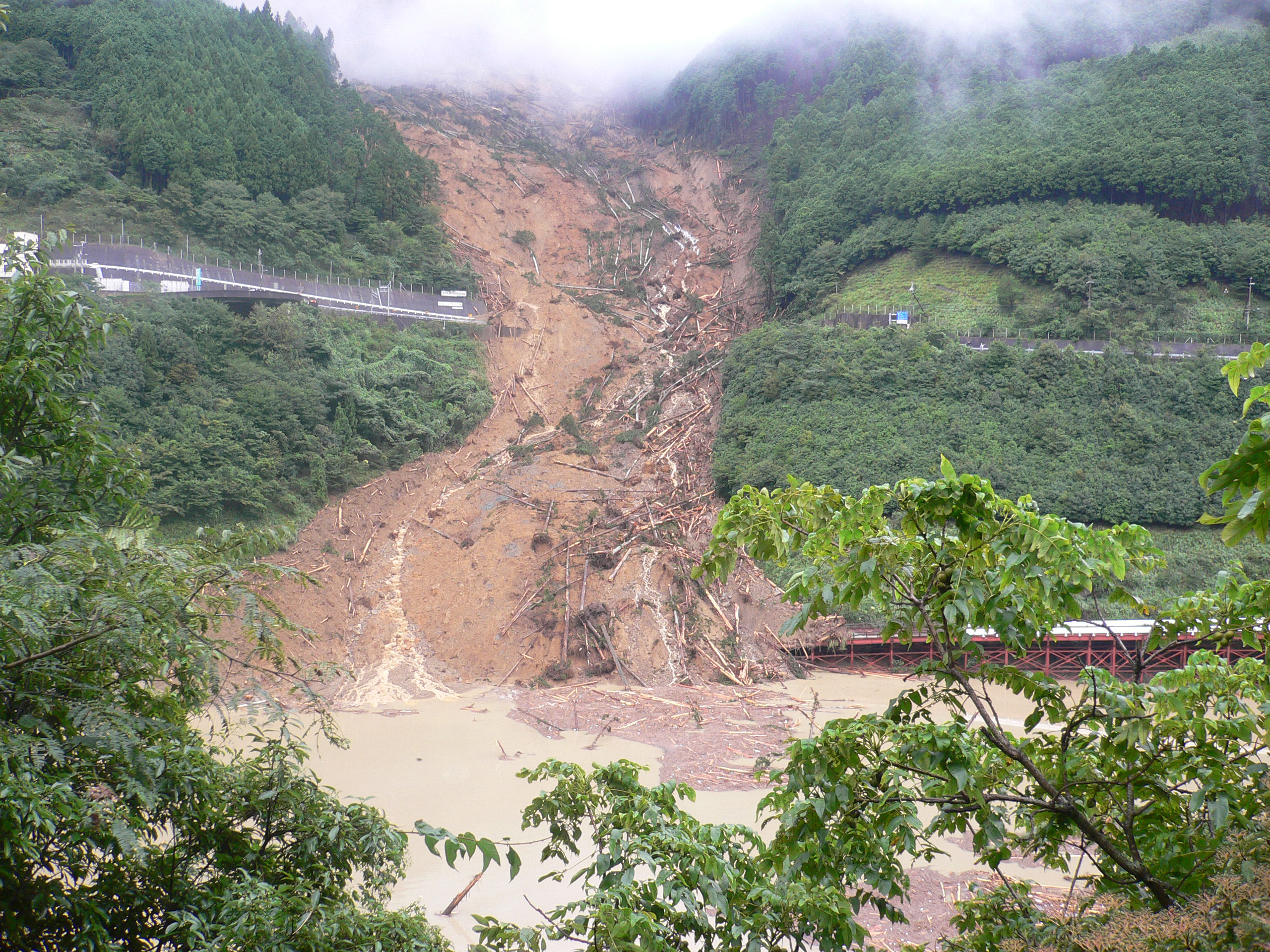
土砂崩壊 (奈良県川上村迫)

9月1日、台風からの湿った空気に伴う大雨の影響で関東と紀伊半島を中心に被害が発生し、埼玉県本庄市・飯能市・小鹿野町で土砂崩れが発生した。2日には、三重県名張市においても発生した。4日午前0時過ぎには和歌山県田辺市伏菟野地区で土砂崩れが発生して住宅が全壊し、高校生ら5人が死亡した。土砂に飲み込まれた対岸の集落（川からの高さが約10mの高台）では10月1日現在、5人が死亡し6人が行方不明となっている。田辺市内では熊野地区でも土石流が発生して民家1棟が流され、2人が死亡、1人が行方不明となった。
新宮市南檜杖では土砂崩れで4人が死亡した。
4日午前7時過ぎには、奈良県五條市の大塔町で大規模な土砂災害が発生した。清水地区で高さ180m、幅250mにわたって土砂が崩落し、増水した幅60mの天ノ川を乗り越えて対岸の宇井地区にせりあがり、川から約50mの高さまで達した。
紀伊半島で発生した大規模な土砂崩れについては、雨が地中深くまで浸透して岩盤の深い部分から大きく崩れる深層崩壊であると指摘されている。
他にも紀伊半島では土砂崩れによる道路の通行止めが多数発生し、世界遺産の熊野那智大社では裏山が崩れ、本殿の一部が土砂で埋まる被害が発生した。

### 河川の氾濫

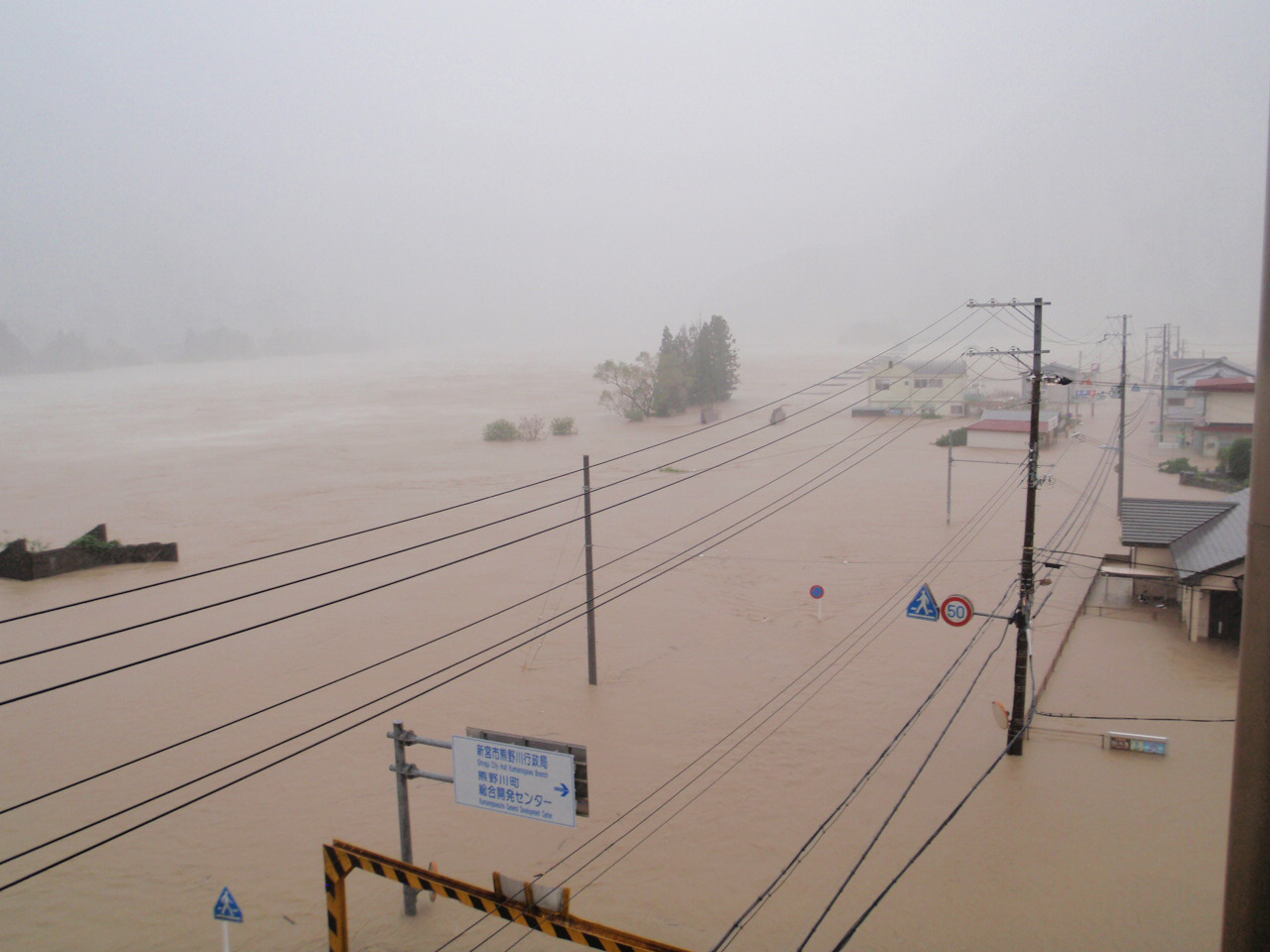
熊野川の氾濫 (和歌山県新宮市日足地区)

9月3日、奈良県十津川村野尻地区では、川が土砂でせき止められ氾濫、村営住宅2棟が倒壊し2人が死亡、6人が行方不明となった。
同村長殿地区では、川の増水で家屋が流され全壊、2人が死亡、1人が行方不明になった。
天川村では増水した川に住宅2棟が流され、1人が死亡した。五條市大塔町宇井では、増水した川に民家数軒が流されるなどして、8人が死亡、3人が行方不明となった。
4日には、上流にあたる十津川村などに降り注いだ雨が熊野川に流れ込み、下流の和歌山県新宮市・三重県紀宝町などで氾濫した。新宮市熊野川町日足地区では、熊野川の増水により3人が死亡、熊野川行政局の庁舎3階近くまで浸水した。紀宝町浅里地区では広範囲にわたって水没し、1人が行方不明となった。
しかし、これらの被災地に向かう道路（国道168号など）が土砂災害や浸水などにより寸断された影響で、孤立した集落が多数確認された。十津川村は一時全村孤立した状態となった。
那智川でも河川の氾濫が発生し、那智勝浦町井関・市野々地区では川沿いにある集落の家が押し流され、多数の犠牲者が発生した。また、山体崩壊により、河川上で津波の特性を持つ段波が発生した。
岡山市では、笹ヶ瀬川や足守川で水位上昇により氾濫したため、市内全域の人口の3分の1にあたる23万8595人に避難勧告・指示が出た。さらに、姫路市でも市川が避難判断水位を超えたため9万9732人に避難勧告を発令した。

### その他の避難指示・勧告
9月2日、和歌山県白浜町では富田川・日置川が、同県新宮市では熊野川が氾濫し、付近の住民に避難指示が出されたほか、徳島県三好市や高知県安芸市、奈良県吉野町などでも避難指示が出された。
9月3日には、岡山県玉野市で、高潮の恐れがあるとして、すべての住民に避難勧告が出た。

### 警戒区域指定（事実上の避難命令）
後述。

## 影響

### 水難事故
日本列島に接近する前から、太平洋岸を中心に高波による被害をもたらした。8月27日には、高知市で1人が行方不明となり、愛媛県宇和島市で1人が死亡。千葉県南房総市でもレジャー中の3人（うち1人はアメリカ国籍）が死亡した。29日には、茨城県鉾田市で1人が行方不明となったほか、静岡県下田市では海水浴客10数人が離岸流によって一時沖に流され、1人が死亡した。
8月30日には、神奈川県小田原市で男性1人が流され行方不明となり、静岡県下田市の白浜大浜海水浴場でも前日に続いて4人が沖に流されたが救助された。9月2日には、鹿児島県種子島で1人が行方不明となった。

### せき止め湖
| せき止め湖の 所在地 | 満水時の 水の容量(m3) | せき止めている 土砂の高さ(m) |
| ------------------- | --------------------- | ---------------------------- |
| 田辺市熊野          | 110万                 | 60                           |
| 五條市大塔町赤谷    | 550万                 | 85                           |
| 野迫川村北股        | 4万                   | 25                           |
| 十津川村栗平        | 750万                 | 100                          |
| 十津川村長殿        | 270万                 | 80                           |

国土交通省近畿地方整備局によると、土砂崩れによって発生したせき止め湖が奈良県、和歌山県の両県で17か所確認された。
規模が大きく決壊の可能性があるなど国土交通省が警戒するせき止め湖は和歌山県田辺市熊野（いや）、奈良県五條市大塔町赤谷、同県野迫川村北股、同県十津川村栗平、同村長殿で発生した5か所である。9月8日には、台風14号による南からの湿った風によって大気が不安定となったことで紀伊半島では再び大雨となり、決壊の恐れが高まった。和歌山県田辺市は19世帯（30人）に避難を指示し、奈良県十津川村と五條市も計4地区、計199世帯（373人）に避難指示を出すなど、厳戒態勢が続いた。
また、せき止め湖にはダムの水位を計測できるブイをヘリから投入し、下流には土石流が発生した場合に検知できるセンサーが設置された。
さらに16日からは台風15号によって大気が不安定となり、奈良県、和歌山県において決壊の恐れが高まり、土砂ダムの周辺の2市2村は同日午後、決壊の危険性が一層高まったとして計8地区を災害対策基本法に基づく警戒区域に設定した。警戒区域に設定されたのは、和歌山県田辺市の熊野地区（19世帯、30人）、奈良県五條市の大塔町宇井、清水、赤谷地区（50世帯、94人）、同県野迫川村の北股地区（37世帯、87人）、同県十津川村の長殿、宇宮原、上野地地区のうち国道168号の川沿い部分（46世帯、86人）の計152世帯297人である。
警戒態勢が続くなか、21日午前10時頃、台風15号の影響で田辺市熊野地区、野迫川村赤谷地区のせき止め湖で越水が始まったが、その後も大規模な決壊や土石流の発生は確認されなかった。そのため、田辺市熊野地区では25日、避難区域の住民の一時帰宅が実施された。
27日午後には田辺市熊野で5か所のせき止め湖では初となる排水作業が始まった。ポンプで水位を下げた後排水路の整備工事に取りかかり、年内の完成を目指す。10月9日には十津川村栗平と長殿のせき止め湖でも仮排水路の建設工事が着手され（掘削工事は長殿で2012年1月末、栗平では2月中旬に完了する予定で着手）、5ヵ所のせき止め湖全てで排水作業が開始された。警戒区域の指定は仮排水路の完成まで続けられ、引き続きせき止め湖への警戒が行われた。2012年2月8日には五條市大塔町赤谷と十津川村長殿のせき止め湖下流域における警戒区域の指定が解除され、台風12号における全ての警戒区域が解除された。

### 交通

#### 道路
高波の影響により、西湘バイパスおよび東名高速道路の下り線が、大雨の影響により、関越自動車道や上信越自動車道、北関東自動車道および中央自動車道の一部が通行止めとなった。
国道168号、国道425号などの一般国道や紀伊半島各地の県道・市町村道などの道路も洪水・土砂崩れなどの影響で寸断され、長期間に亘り迂回や通行止めを余儀なくされている。また前述の熊野川の氾濫により道の駅瀞峡街道 熊野川の施設が流出し、利用できなくなっている。

#### 航空
9月2日には、127便が欠航した。翌日3日も、400便以上が欠航した。

#### 鉄道

##### JR
紀伊半島の海岸線を走る紀勢本線では、各地で甚大な被害が発生した。
JR東海の管轄する区間では、熊野市駅構内の橋梁が破損し、多気駅 - 新宮駅間が運休となったが、10月11日までに復旧している。
JR西日本が管轄する区間(愛称:きのくに線)では、那智川の増水で那智駅 - 紀伊天満駅間に架かる橋梁が流失するなどし、新宮駅 - 湯浅駅間が部分運休となった。その後、9月5日までに白浜駅 - 湯浅駅間、9月17日に串本駅 - 白浜駅間、9月26日に紀伊勝浦駅 - 串本駅間がそれぞれ復旧し、橋梁の流失した新宮駅 - 紀伊勝浦駅間が12月3日に開通したことにより全線復旧した。新宮駅 - 紀伊勝浦駅間の不通により部分運休していた名古屋駅・新大阪駅・京都駅発着の特急列車もこの橋梁復旧により全線運行を再開している。
また、JR西日本は9月2日発着の寝台特急・サンライズ出雲号を上り下りともに運休した。

##### 私鉄
南海電鉄高野線では、橋本駅 - 紀伊清水駅間の紀ノ川に架かる紀ノ川橋梁に歪みが見つかり、9月5日から10月3日まで橋本駅 - 紀伊清水駅間を運休し、バス連絡輸送を行った。部分運休中、紀伊清水駅 - 極楽橋駅間は、この区間に取り残されている車両（3編成）を利用して運行を行った。
また、三岐鉄道では、保々駅 - 北勢中央公園口駅間の朝明川橋梁が損傷したことにより、保々駅 - 梅戸井駅間で長期にわたってバスによる代行輸送が続いていた。

#### バス
近鉄大和八木駅(奈良県橿原市)とJR新宮駅を結ぶ、高速道路を走らない路線バスとしては日本一の走行距離と走行時間を誇る奈良交通八木新宮線(八木新宮特急バス）は、国道168号折立橋(十津川村折立)の崩落などで一部区間が運転できない状態となっていたが、折立橋の仮復旧や五條市大塔町〜十津川村長殿間の通行規制が緩和されたことなどにより、11月1日に全線運行を再開した。ただし、迂回運行区間が残っているため、現在でも一部の停留所は通過扱いとなっている。

### 放送
- 9月4日、CBCラジオ熊野中継局・東海ラジオ熊野中継局（共同設備）が水没し、東海ラジオは4日午後までAM1485kHzの放送が、CBCラジオは翌5日の14時5分までAM720kHzの放送が送信できなくなった。
- この大水害を受け、NHK総合でNHKスペシャル「緊急報告 記録的豪雨の衝撃」を急遽制作し、9月9日に放送した。

### 建造物

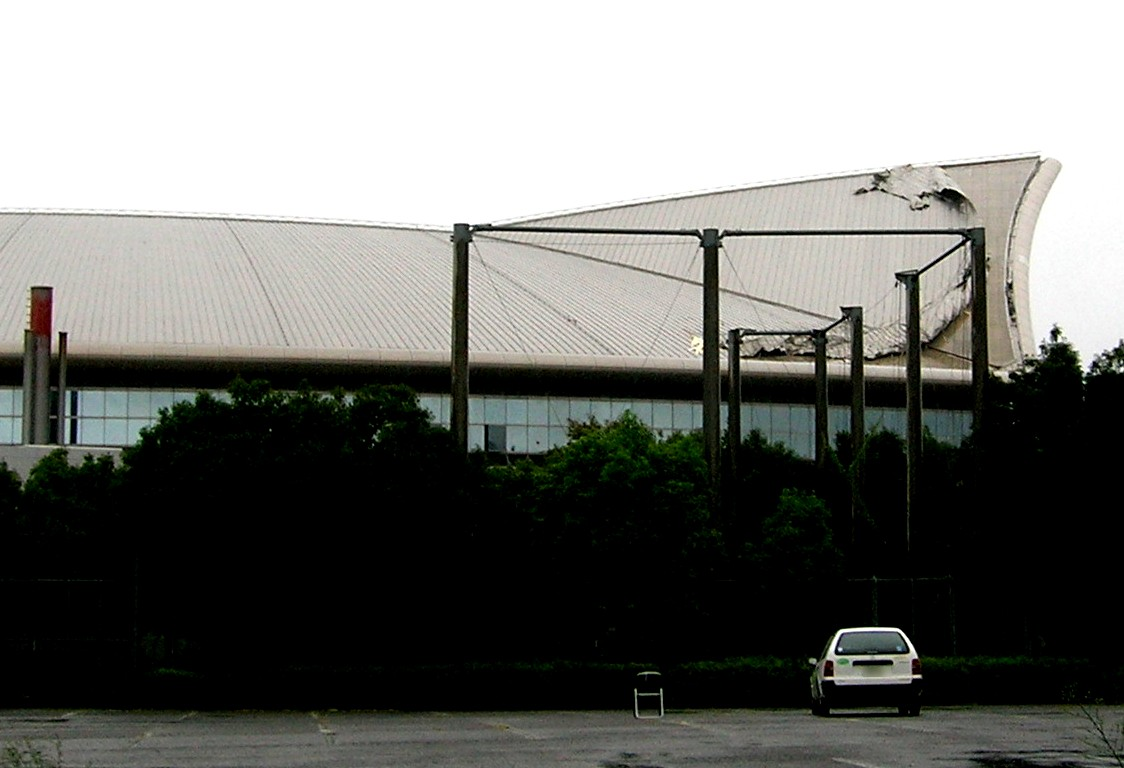
9月3日の強風で屋根が剥がれた名古屋市総合体育館

名古屋市南区の名古屋市総合体育館（日本ガイシアリーナ）で強風によりステンレス製の屋根が幅20メートル、長さ50メートルに渡って剥がれたため営業を中止。三重県では、紀宝町立相野谷小学校、紀宝町立成川小学校、御浜町立阿田和小学校、熊野市立飛鳥小学校など11の小中高校で浸水被害を受けた。特に、三重県立紀南高等学校では近くを流れる尾呂志川（おろしがわ）が氾濫し1階部分が2m冠水、床一面が泥に覆われ、黒板や教科書など教具が流されてしまい、パーソナルコンピュータ70台が廃棄処分となった。

### スポーツ関連
高校野球
台風の接近に伴い、第9回AAAアジア野球選手権大会決勝ラウンドの試合を繰り上げることとなった。最終日についても上位チームの順位決定を優先する措置がとられ、優勝決定戦・3位決定戦の時間が早められた。
ゴルフ
フジサンケイクラシックは、大雨の影響で初日が中止となった。
レース
9月3日に鈴鹿サーキットで開催される予定だったフォーミュラ・ニッポン第5戦が中止となった。
プロ野球
9月2日、甲子園球場とマツダスタジアムで予定されていた2試合が、翌3日は甲子園球場の1試合が台風の影響で中止となった。なお、京セラドーム大阪の試合は通常通り開催された。
サッカー
9月3日に開催された第91回天皇杯全日本サッカー選手権大会1回戦の鈴鹿市、鳥取市、福山市、鳴門市で予定されていた試合が順延された。
競輪
9月3日に予定されていた、第54回オールスター競輪（岐阜競輪場）4日目が中止・順延となった。
ボートレース（競艇）
開催場の中で9月2日は津、住之江、鳴門の各競艇場が全レース中止。また蒲郡は7レース以降、常滑は10レース以降のレースを中止。9月3日は蒲郡、常滑、津、三国、住之江、鳴門、丸亀、宮島、福岡が全レースを中止。

### その他
9月1日に埼玉県川口市で行われる予定だった首都圏9都県市の合同防災訓練は、大雨の影響により中止となった。神奈川県松田町では、9月4日に計画していた総合防災訓練が1980年の開始以来初めて中止となった。

## 対応
2011年
- 9月4日 当時の首相野田佳彦は「非常災害対策本部」を設置した[71][72]。
- 9月5日国土交通省は三重県からの要請を受けて、被災状況の調査、復旧方針等の技術的な支援、助言のため、緊急災害対策派遣隊（TEC-FORCE）を派遣した[73]。
- 9月8日
  - 気象庁は奈良県内の1市7村で大雨警報・注意報と土砂災害警戒情報の発表基準を通常の5割に引き下げた[74]。
  - 国土交通省近畿地方整備局は、土砂災害警戒区域等における土砂災害防止対策の推進に関する法律（土砂災害防止法）に基づく土砂災害緊急情報を奈良県、和歌山県の関係市町村に通知した[75]。
- 9月16日
  - 奈良県五條市、十津川村、野迫川村、和歌山県田辺市は、災害対策基本法第63条に基づき、天然ダム下流にある地区を警戒区域に設定し、住民の避難に伴う強制退去を命じるなどした（事実上の避難命令）。紀伊半島には台風15号の影響により大雨が降ると予想されていた[76]。
  - 午後、近畿地方整備局は土砂災害緊急情報を和歌山県に出した[77]。
- 9月17日 未明、近畿地方整備局は土砂災害緊急情報を奈良県に出した[77]。
- 9月20日 午前、政府は被災地の意向を受け台風12号による災害を激甚災害に指定した。また、三重県熊野市と紀宝町、奈良県十津川村の3市町村を局地激甚災害に指定した。

2012年
- 2月8日 奈良県五條市と十津川村が警戒区域を解除したことにより、全ての地区で警戒区域が解除された（五條市では避難区域を避難勧告に切り替えて規制は継続）[47]。

2014年
- 12月26日 当時の首相安倍晋三は、台風12号に係る非常災害対策本部を廃止した[78]。

## その他の影響・問題
- 新宮市は、電源開発（J-POWER）から、同台風での災害義援金として約500万円を振り込まれていた。しかし新宮市は「電源開発が、同台風で熊野川の同社のダム・風屋ダムなどでの事前放流を実施せず、9月2日以降に新宮市内などで川が溢れるなどの被害が出ており、更に、同社が『規定上、事前放流はできない』などと説明した」と態度を硬化させ、11月24日になって同市は義援金を同社に返還した[79]。
- 同台風で大規模な水害に見舞われた地域の復旧工事に加わっていた三重県・和歌山県・大阪府の計約30の業者が、外注費を水増ししたり、利益の繰り延べ操作をすることなどにより、総額約7億円の所得隠しを名古屋・大阪両国税局から指摘されたことが、2015年に入って判明した[80]。
- 同台風で土砂崩れが多発し、土砂災害警戒区域に指定された和歌山県紀美野町の山林に、大阪市の太陽光発電業者が太陽光パネルの設置工事を実施したが、その際、無許可で斜面を掘削していたことが、2015年9月に判明した。県はこの業者に対し是正指導などを実施しているものの、何ら対策工事は実施されておらず、県としては設備撤去命令も検討中である[81]。

## ギャラリー

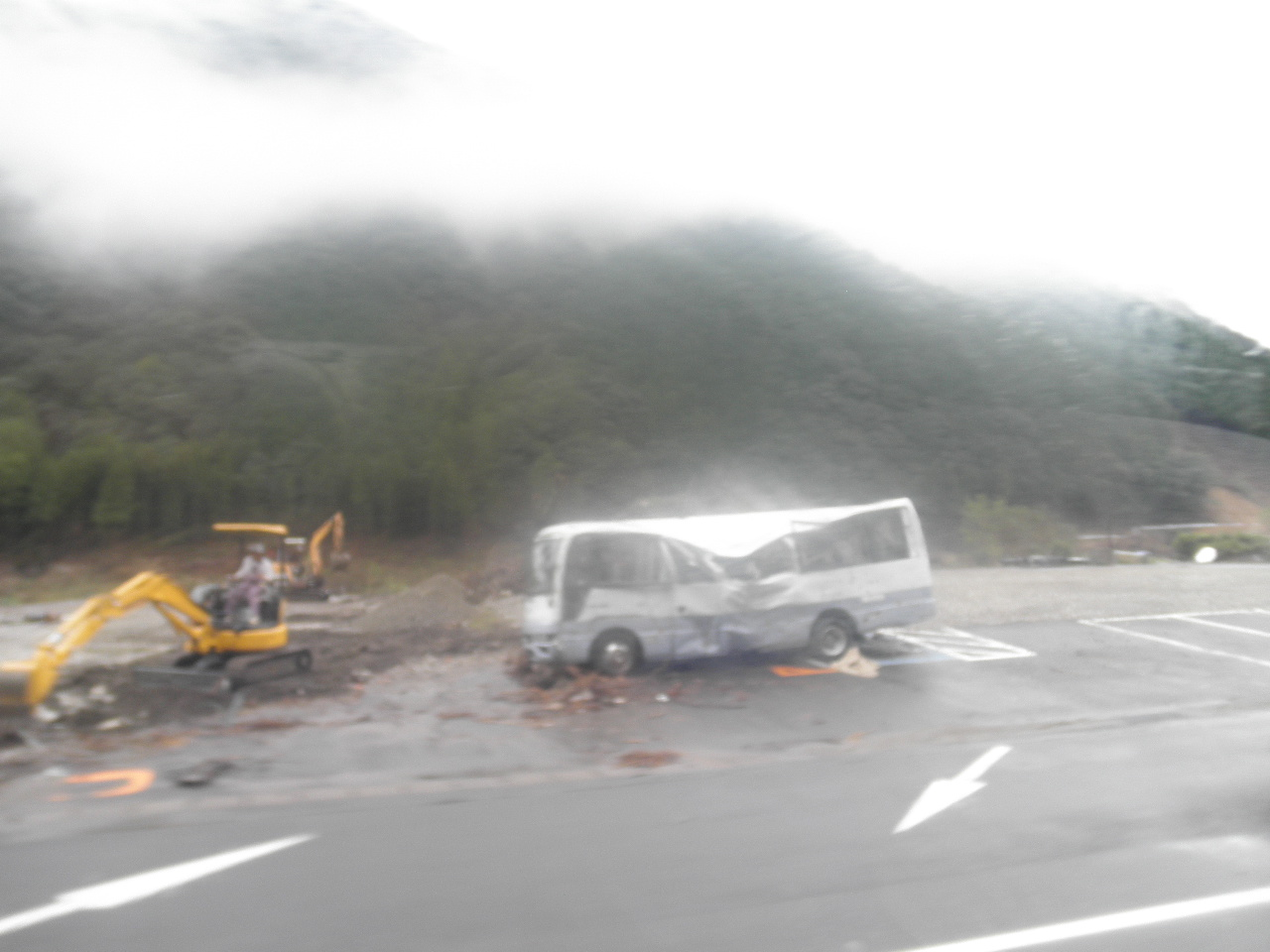
全壊し、流された道の駅瀞峡街道 熊野川 2011年10月22日撮影
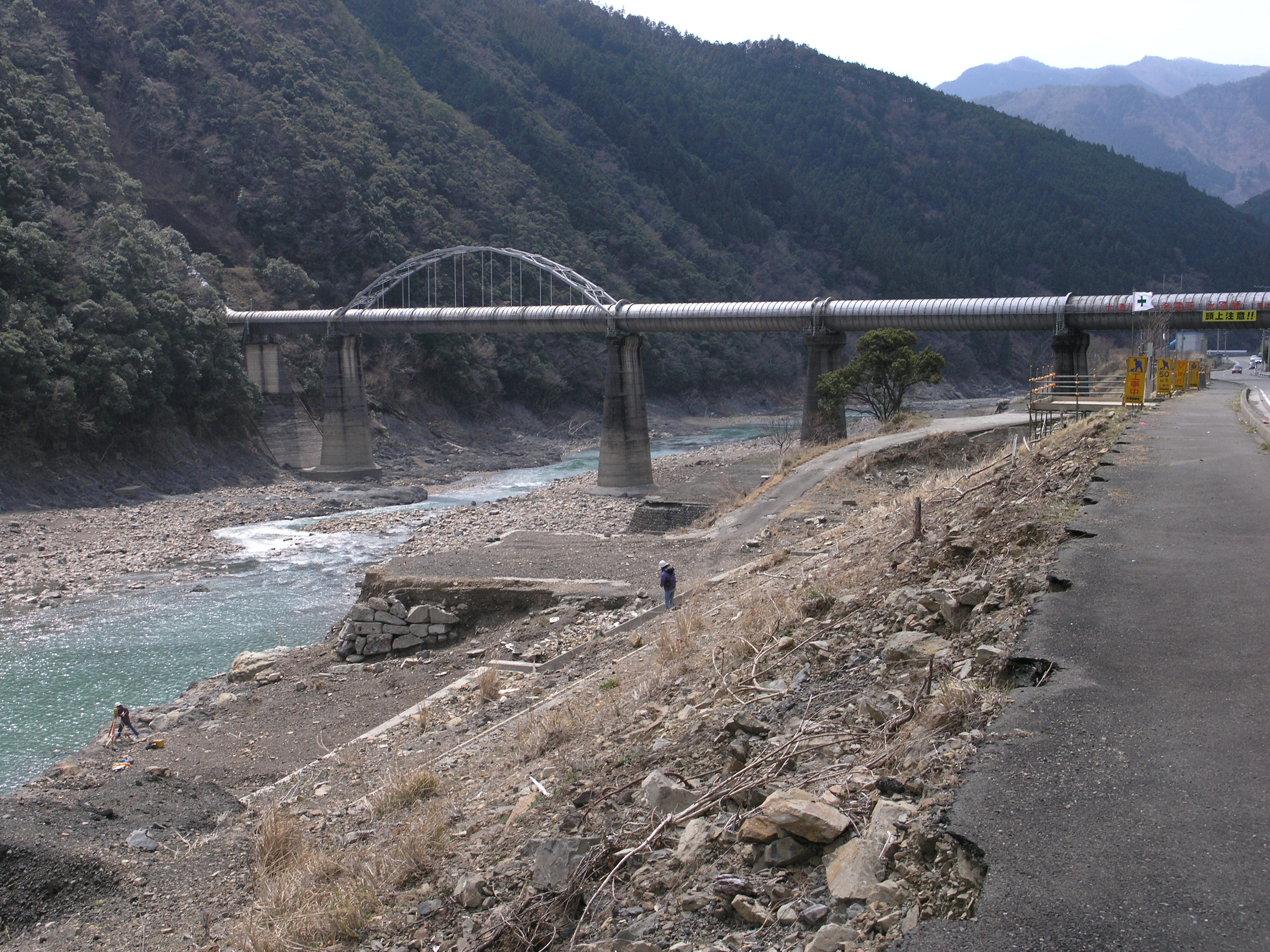
被災した十津川村営住宅の跡地 2012年3月25日に奈良県吉野郡十津川村野尻で撮影
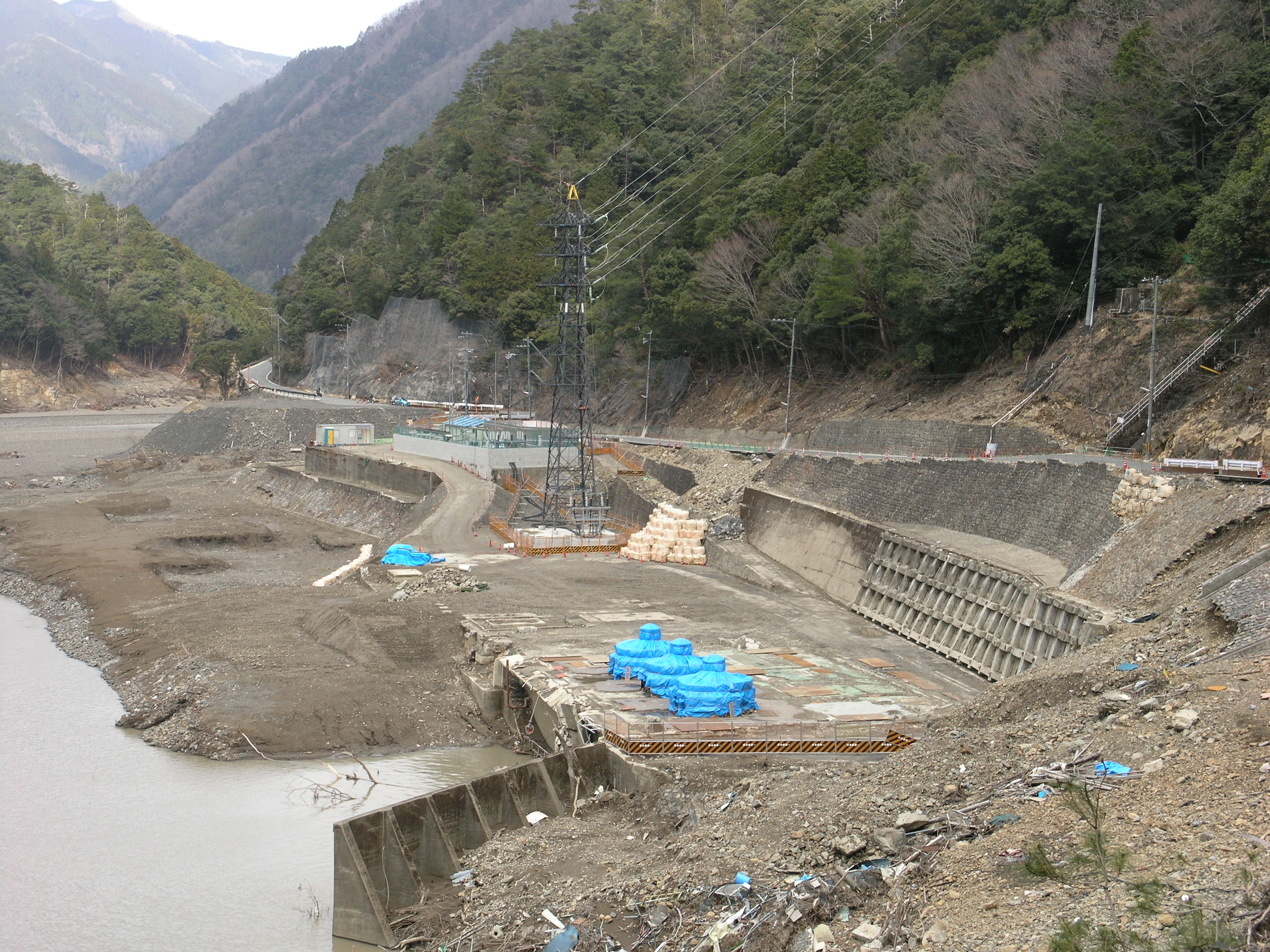
被災した長殿発電所 2012年3月25日に奈良県吉野郡十津川村長殿で撮影

## 参考資料
- 平成23年台風第12号による被害状況及び消防機関の活動状況等について（第19報）平成24年7月6日（金)19時00分 消防庁災害対策本部
- 平成２３年台風第１２号 関連ポータルサイト気象庁
- 平成23年台風１２号による被害状況等について内閣府 平成24年9月28日22時00分現在
- 検証／豪雨水害 －各地で頻発「時間雨量100ミリ超」の衝撃(1)PRESIDENT 2012年12月3日号
  - 検証／豪雨水害 －各地で頻発「時間雨量100ミリ超」の衝撃(2)PRESIDENT 2012年12月3日号